# The Magic Balloon
The Magic Balloon è un mediometraggio del 1990 diretto da Ronald Neame.